# 派恩希尔 (阿拉巴马州)
派恩希尔（英文：Pine Hill），是美国阿拉巴马州下属的一座城市。面积约为3.82平方英里（约合9.89平方公里）。根据2010年美国人口普查，该市有人口975人，人口密度为255.44/平方英里（约合98.58/平方公里）。